# Zoo Na Hrádečku
Zoo Na Hrádečku je soukromá zoologická zahrada s rozlohou 10 ha. Nachází se mezi obcemi Horní a Dolní Pěna, asi 5 km jihovýchodně od Jindřichova Hradce.

## Popis
V současné době se zde chová asi 200 druhů zvířat a zoo se neustále rozrůstá. V říjnu 2016 získal ještě tehdejší zoopark licenci oficiální zoologické zahrady od MŽP ČR a stal se tak nejmladší zoologickou zahradou na jihu Čech. V roce 2020 došlo ke změně názvu ze zooparku na zoologickou zahradu. Od května roku 2024 je součástí Unie českých a slovenských zoologických zahrad. 
Pojmenování je odvozeno od historického názvu kopce, na kterém se zoologická zahrada nachází. Myšlenka vybudování zooparku se zrodila v roce 2010, přičemž základní kámen byl položen 8. září 2011. Ale již v roce 2007 se zde nacházelo mnoho druhů zvířat zejména terarijních a rok od roku se druhová rozmanitost začala rozšiřovat.
Naleznete zde přes 200 druhů zvířat, která jsou řazena mezi ohrožené druhy živočichů a jsou chráněna úmluvou CITES. Mezi ně se řadí například 8 druhů drápkatých opic, lemuři rudočelí, guerézy angolské, vari čerbobílí, pumy americké, lvi, hyeny skvrnité, hyeny čabrakové, velbloudi, antilopy jelení, 2 druhy klokanů, výři západosibiřští, žakové liberijští, nestoři kea, servalové stepní, 17 druhů šípových žab, varani, krokodýli a další..
Zoologická zahrada je veřejnosti přístupná od roku 2014. Zoo spolupracuje se zoologickými zahradami nejen v rámci Česka, ale i celého světa. Podílí se na ochranářských projektech, z nichž některé podporuje finančně (Chráníme mořské želvy, The Kukang Rescue Program, Ukradená divočina, Pesisir Balikpapan). Vzdělávání široké veřejnosti v otázkách ochrany přírody probíhá formou pravidelných komentovaných prohlídek a komentovaných krmení zvířat. Dále pak jsou pořádány vzdělávací programy pro školy a školky v areálu zoo. Příměstské vzdělávací tábory jsou pořádány od roku 2017. Zoo také pořádá akce pro rodiny s dětmi. Zoo se aktivně zapojuje do legislativních změn, které se týkají ochrany zvířat.